# نيابة غسل الأموال (مصر)
نيابة غسل الأموال المصرية هي جهة تحقيق تتبع النائب العام المصري تتمثل مهمتها في التحقيق في الجرائم المنصوص عليها في قانون مكافحة غسل الأموال الصادر بالقانون رقم 80 لسنة 2002 وتنهي مهمتا بأرسال القضايا بعد الأنتهاء من تحقيقها إلي نيابة الشئون المالية والتجارية بمكتب النائب العام مشتملة على الوقائع والتكيف القانوني ووجة التصرف فيها.

## نشأتها
أصدار النائب العام قرار رقم 2722 لسنة 2019 بتاريخ 19/12/2019 بإنشاء نيابة غسل الأموال وذلك بعد الأطلاع علي قانون السلطة القضائية الصادر بالقانون رقم 46 لسنة 1972 وتعديلاتة حيث شمل القرار أن تنشأ بكل نيابة غسل أموال الجداول والدفاتر اللازمة لقيد قضايا غسل الأموال، وعلى رئيس النيابة المختصة الأإشراف عليها ومتابعة انتظام القيد بها ويرأسها رئيس النيابة ويعاونه عدد كاف من أعضاء النيابة وتم العمل بهذا القرار أعتبارا من 21/12/2019 .

## اختصاصاتها
التحقيق في جرائم غسل الأموال حيث تشمل جرائم غسل الأموال، استيراد الأسلحة والذخائر والمفرقعات والاتجار فيها وصنعها بغير ترخيص، وسرقة الأموال واغتصابها، والفجور والدعارة، والجرائم الواقعة على الآثار، والجرائم البيئية المتعلقة بالمواد والنفايات الخطرة، والجرائم المنظمة التي يشار إليها في الاتفاقيات الدولية التي تكون مصر طرفا فيها، وذلك كله سواء وقعت جريمة غسل الأموال أو الجرائم المذكورة في الداخل أو الخارج بشرط أن يكون معاقبا عليها في كلا القانونين المصري والأجنبي.
وكل سلوك ينطوي على اكتساب أموال أو حيازتها أو التصرف فيه أو إدارتها أو حفظها أو استبدالها أو إيداعها أو ضمانها أو استثمارها أو نقلها أو تحويلها أو التلاعب في قيمتها إذا كانت متحصلة من جريمة من الجرائم المنصوص عليها في المادة ” 2 ” من هذا القانون مع العلم بذلك، متى كان القصد من هذا السلوك إخفاء المال أو تمويه طبيعته أو مصدره أو مكانه أو صاحبه أو صاحب الحق فيه أو تغيير حقيقته أو الحيلولة دون اكتشاف ذلك أو عرقلة التوصل إلى شخص من ارتكب الجريمة المتحصل منها المال.

## المهام
- التحقيق في جرائم غسل الأموال.
- قيد قضايا غسل الأموال وعلى رئيس النيابة المختصة الإشراف عليها ومتابعة أنتظام القيد بها.
- أعداد كشف شهري بالقضايا الواردة إليها، وما تم التصرف فيه  والباقية منها وسبب ذلك حيث يرسل إلي المكتب الفني للنائب العام بجانب أرسال صورة منه لأدارة التفتيش القضائي، وصورة أخري لنيابة الشئون المالية والتجارية بمكتب النائب العام.